# IC 4562
IC 4562 је елиптична галаксија у сазвјежђу Волар која се налази на листи објеката дубоког неба у Индекс каталогу.
Деклинација објекта је + 43° 29' 35" а ректасцензија 15h 35m 57,1s. Привидна величина (магнитуда) објекта IC 4562 износи 12,7 а фотографска магнитуда 13,7. IC 4562 је још познат и под ознакама UGC 9928, MCG 7-32-34, CGCG 222-30, 1ZW 118, PGC 55559.